# Lou Scheimer
Louis Scheimer (19 de outubro de 1928 a 17 de outubro de 2013) viveu em Pittsburgh, Pennsylvania foi um produtor de televisão norte-americano, ganhador dos Prêmios Emmy e Grammy. Foi um dos fundadores da Filmation, estúdio que poduziu uma série de desenhos animados para a TV.
No começo da Filmation, contribuiu com um enorme número de dublagens em várias produções. Entre eles podemos citar N´kima, do desenho Tarzan.
Scheimer também foi pró-ativo na criação do desenho He-Man e os Mestres do Universo e Bravestarr.

## Vida pessoal
- Casado com Jay Scheimer (falecida em 2009)

- 1 filha: Erika Scheimer

- 1 filho: Lane Scheimer